# Verba Imre
Verba Imre (Imrich Verba; Battonya, 1920. október 5. – 2002. november 15.) szobrász.

## Élete

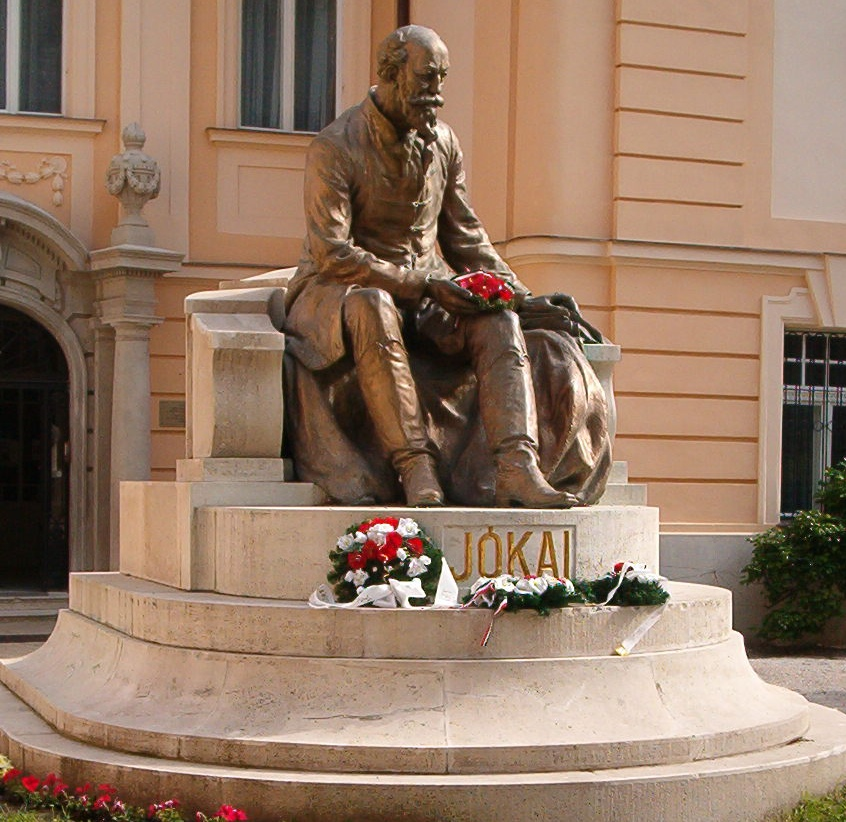
Jókai szobor Komáromban

Római katolikus családban nevelkedett, édesapja Verba István, édesanyja Surnyák Veronika.
1936-tól tanult mintázást az Iparrajziskolában, ahol mestere Fülöp Elemér volt. 1940-1941-ben Magyar Képzőművészeti Főiskolán Kisfaludi Strobl Zsigmondnál tanult, de önként távozott, majd újra kérvényezte a felvételét. Tanára azonban magatartása miatt nem kívánta tovább oktatni és kérését így elutasították. 1941 februárjában hadköteles lévén Békés vármegye köröztette. 1941-től csoportos kiállításokon vett részt Magyarországon és külföldön egyaránt.
Külföldi tanulmányútja során egy ideig Ivan Meštrovićnál tanult. 1948 után Csehszlovákiában élt, emiatt kilépett a Magyar Képzőművészek Szabad Szervezetéből.
Portrékat és emlékműveket készített. Restaurálta 1952-es visszaállítasa előtt a komáromi Jókai szobrot.
Nagyszombatban nyugszik.

## Művei
- 1945-2001 Felszabadulási emlékmű, Békéscsaba[8]
- 1950–1990 Klement Gottwald mellszobor, Komárom
- 1975 Klivényi Lajos prépost emléktáblája, Battonya
- Lehár-plakett
- Tornász a gerendán
- Női fej (tanulmány)